# 喬凡尼·斯基亞帕雷利
喬凡尼·維爾吉尼奧·斯基亞帕雷利（Giovanni Virginio Schiaparelli，1835年3月14日—1910年7月4日），意大利天文學家及科學史家。他以對火星的研究而聞名於世。

## 經歷
斯基亞帕雷利先後就讀於都靈大學和柏林天文台。1859到1860年間曾在普尔科沃天文台任職，之後在米蘭的布雷拉天文台工作了超過40年。斯基亞帕雷利曾任意大利王國的參議員，並且是著名的山猫学会（Accademia dei Lincei，位於羅馬近郊）、都靈科學院、 Regio Istituto Lombardo 的會員。

## 火星研究

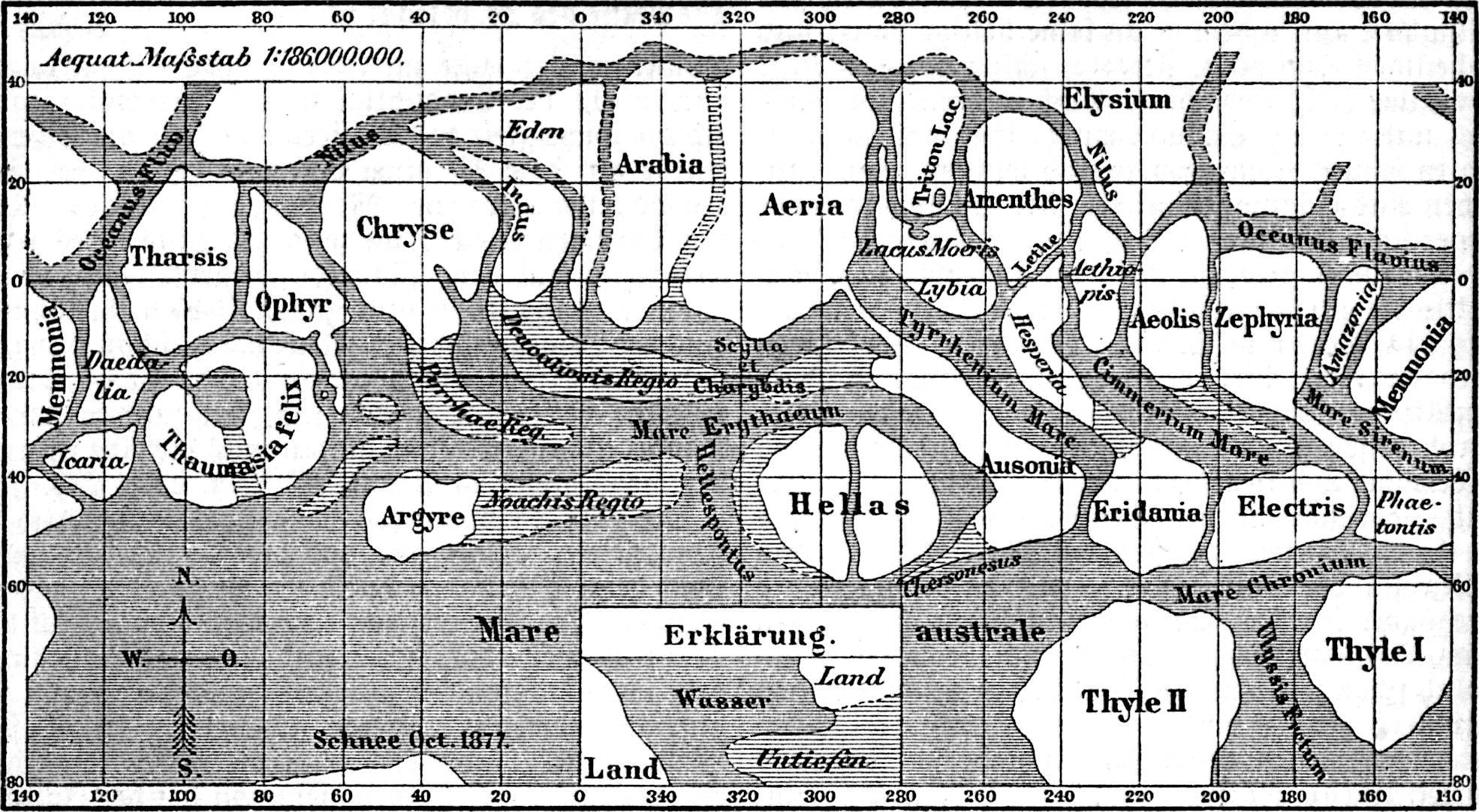
喬凡尼·斯基亞帕雷利所繪之火星地圖。

斯基亞帕雷利畢生觀測太陽系各種天體，而在觀測火星後，統合了當時觀測火星的各家說法，並繪製了地圖。在他最初一系列觀測中，他命名了火星上的「海洋」和「大陸」。在1877年的火星大衝，夏帕雷利觀察到了一種特徵canali，為意大利語，意思是“水道”，但是在翻譯成英語時被誤翻譯為“運河”。在他的火星地圖裡，地名取自地中海、中東等的地名和聖經等作為來源，而其餘則依照舊有的觀念：暗區被認為是湖（lacus）海（mare）等水體，如太陽湖、塞壬海（Mare Sirenum）、明顯的暗大三角—大瑟提斯；而亮區則是陸地，如亞馬遜。這個命名系統一直延續下來。
英文中的「Canals」是指人造結構的運河，而斯基亞帕雷利觀測到的「Channles」則是行星表面的自然地貌。因為觀測報告翻譯為英文時被錯誤翻譯為「Canals」，因而出現了許多火星上存在生命的假設。因為這些假設被廣為傳播，火星上的「運河」也廣為大眾所知，更引發了火星上可能存在智慧生命，即「火星人」的假設、推測和傳說。對人工運河假說最狂熱的其中一位支持者是美國天文學家帕西瓦尔·罗威尔。他終其一生都在試著證明在火星這顆紅色行星上存在著智慧生命。羅威爾於1910年逝世後，天文學界逐漸形成了反對運河假說的共識；但是火星上智慧生命建造運河的觀念在20世紀上半葉仍深植人心，並成為許多經典科幻小说的靈感來源。
之後，在義大利天文學家文森佐·切鲁利提出他對火星觀測報告後，科學界認定這些火星運河實際上是一種視錯覺。關於火星運河的最後一個廣為人知的猜測最終在1960年代太空時代之初平息，水手4號火星探測器到達火星並拍攝了解析度遠高於地面望遠鏡觀測的火星表面影像後，確認火星表面沒有類似「運河」的構造。
斯基亞帕雷利在他的著作《Life on Mars》中寫下：「火星上的水道並非我們平常所認知的型態，我們必須想像在土壤的沉陷並不深，並且這樣的水道延伸數千公里，且水道寬度達100或200公里，甚至更寬。我已經指出，在缺乏降雨的火星上，形成這些水道的主要機制可能是水（和其他有機生命）散布在這顆行星的乾燥表面。」。

## 天文學與科學史
斯基亞帕雷利除了觀測太陽系天體以外，也對聯星有相關研究，並於1861年4月26日發現小行星69，以及證明英仙座和獅子座流星雨和彗星有關。例如他證明了獅子座流星雨分佈和坦普爾·塔特爾彗星的軌道相吻合。他的觀測使天文學家提出了流星雨可能是彗星軌跡殘餘物的假說，後來被證明非常正確。
斯基亞帕雷利也是一位古典天文學的科學史家。他是了解古希臘天文學家尤得塞斯和卡里普斯的同心球體理論的第一人，之後的許多天文學家只將這樣的理論視為類似傅里叶级数的算法的一部分。

## 其他
他的外甥女埃爾薩·斯基亞帕雷利是出名的女子时装设计师。

## 榮譽和獎項
獎項
- 1872年英國皇家天文學會金質獎章
- 1902年布魯斯獎

以其命名
- 小行星4062斯基亞帕雷利星
- 月球上的斯基亞帕雷利撞擊坑
- 火星上的斯基亞帕雷利撞擊坑
- 預定2016年發射的歐洲太空總署 ExoMars 登陸器[11]。

## 外部連結
- Le Mani su Marte: I diari di G.V. Schiaparelli
- La Vita Sul Pianeta Marte - 古腾堡计划

### 讣告
- （意大利文） AN 185 (1910) 193/194（页面存档备份，存于）
- ApJ 32 (1910) 313（页面存档备份，存于）
- MNRAS 71 (1911) 282（页面存档备份，存于）
- PASP 22 (1910) 164（页面存档备份，存于）